# Xenolimosina sicula
Xenolimosina sicula är en tvåvingeart som beskrevs av Marshall 1985. Xenolimosina sicula ingår i släktet Xenolimosina och familjen hoppflugor. Inga underarter finns listade i Catalogue of Life.